# Lotus ornithopodioides
Lotus ornithopodioides és una espècie d'herba anual de la família de lleguminoses.

## Descripció
Té fulles trifoliades i flors grogues, com moltes de les espècies de la família, però és fàcilment distingible perquè les llegums estan molt comprimides i una mica arquejades; a més, com que les flors sempre s'agrupen per 4 o 5, aleshores tot el conjunt té una forma digitada molt característica que pot recordar als dits d'un ocell. També és característic que les flors neixen directament a sobre de l'aixella d'una fulla. Floreix al llarg de tota la primavera.

## Distribució i hàbitat
Es distribueix pel sud i est d'Europa, nord d'Àfrica i sud-oest asiàtic. es considera introduïda a la Macaronèsica (Madeira i Cap Verd) i al litoral del País Basc. Es present regions costaneres del sud i l'est de la península Ibèrica i a les Illes Balears, concretament a Mallorca, Menorca, Eivissa, Formentera i Cabrera.
Pel que fa a l'hàbitat, ocupa pradells terofítics calcícoles, camps de conreu, vores de camins i llocs alterats, des del nivell de la mar fins als 300 metres.

## Noms comuns
Rep els nom de banya de cabra.